# Константиновка (Чуйская область)
Константиновка — село в Аламудунском районе Чуйской области Кыргызстана. Входит в состав Ленинского аильного округа. Код СОАТЕ — 41708 203 834 02 0.

## Население
| год     | 2009 | 2014 | 2015 |
| ------- | ---- | ---- | ---- |
| человек | 1543 | 1074 | 1108 |